# Karlovice (powiat Semily)
Karlovice – gmina w Czechach, w powiecie Semily, w kraju libereckim. Według danych z dnia 1 stycznia 2013 liczyła 738 mieszkańców.